# Bessie Mae Kelley
 (décembre 2022).
Bessie Mae Kelley (fl. années 1920) était une animatrice américaine. Elle est présumée être la première femme à créer une œuvre d'animation dessinée à la main.
Kelley a commencé sa carrière dans l'animation en 1917, réalisant et animant des courts métrages qui mêlaient animation et prises de vues réelles. Ceux-ci comprenaient Gasoline Alley (1918) et Flower Fairies (1921). Elle a également contribué aux animations de la série Aesop's Fables de Paul Terry,.
Le travail de Kelley est resté largement inconnu jusqu'à ce qu'il soit redécouvert et partiellement restauré par l'historienne de l'animation Mindy Johnson en 2022. Johnson a découvert Kelley dans une image de groupe d'animateurs masculins des années 1920. D'autres historiens la considéraient précédemment comme une secrétaire ou une femme de ménage.